# 광복회

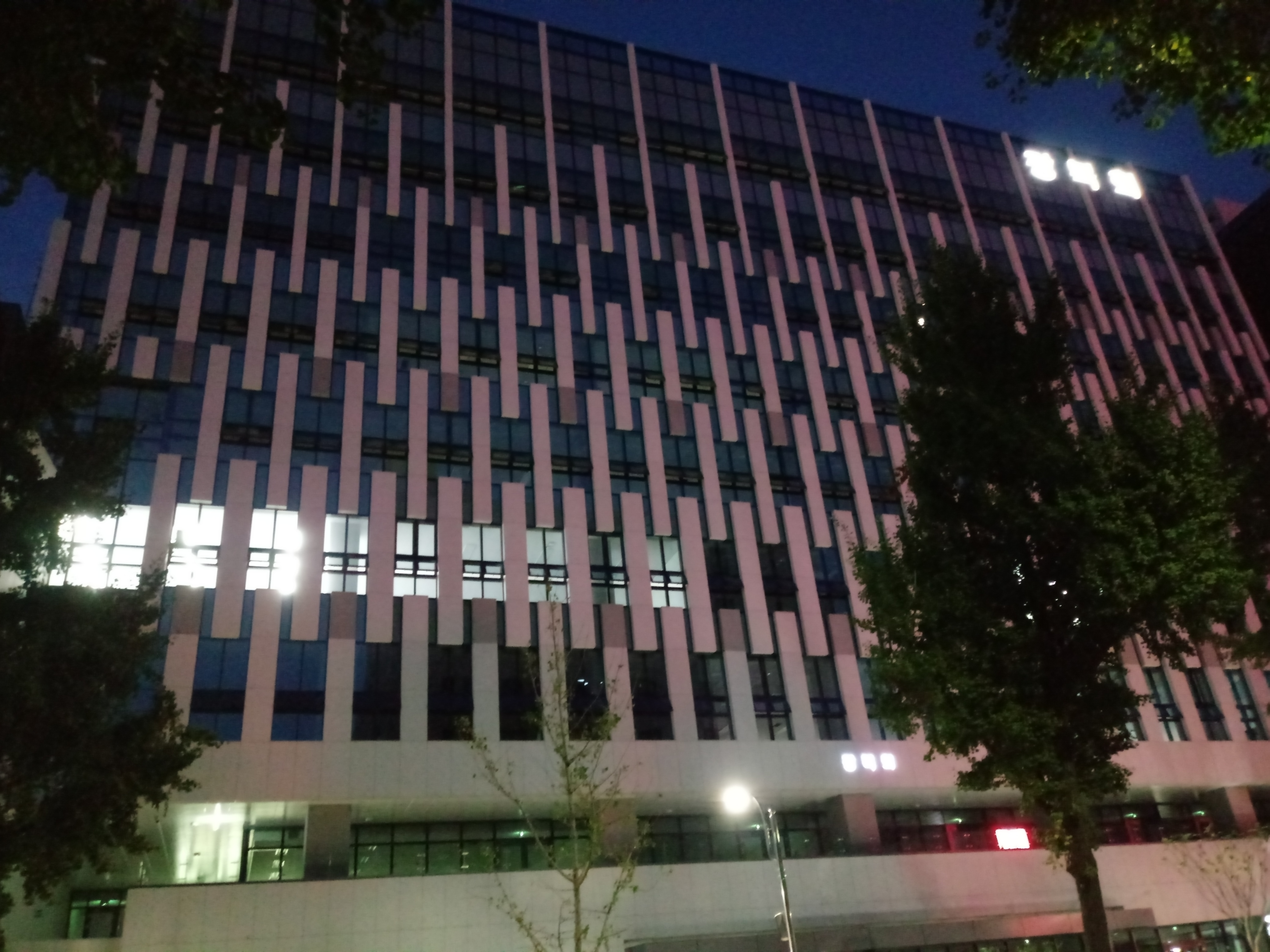
영등포구 광복회 건물

광복회(光復會, Heritage of Korean Independence)는 대한민국의 독립 운동가와 그 후손, 유족들이 구성한 단체로서 '민족정기 선양 및 회원간 친목'을 목적으로 하고 있다. 1965년 2월 27일에 설립되었으며 초대 회장에는 3·1 운동의 민족대표 33인 중 한 명이었던 이갑성이 취임했다. 2002년 대한민국 국회의 민족정기를 세우는 국회의원모임과 함께 친일파 708인 명단을 발표한 바 있다. 2008년 12월 29일 임시정부의 정통성 논란을 촉발시킨 문화체육관광부의 홍보용 책자 내용에 항의하는 뜻에서 건국훈장을 반납키로 결의했다.

## 설립 근거
국가유공자 등 단체 설립에 관한 법률 제1조에 의해 성립한다.

## 연혁
- 1962년 3월 1일: 건국유공자 204명 건국훈장 추서 및 서훈 (국가유공자 보훈사업 시작)
- 1965년 2월 27일: 사단법인 광복회를 창립

## 조직

### 광복회장
- 총회
- 고문
- 자문위원
- 이사회
- 유족회
- 부회장
- 감사

#### 사무총장
- 총무국
  - 총무팀
  - 경리팀
- 의전복지국
  - 의전복지팀
- 홍보부
  - 홍보팀
- 시설관리부
  - 시설관리팀

### 지부
- 서울특별시지부
- 부산광역시지부
- 인천광역시지부
- 세종특별자치시지부
- 광주·전남연합지부
- 대구광역시지부
- 대전광역시지부
- 울산광역시지부
- 경기도지부
- 강원특별자치도지부
- 충청북도지부
- 충청남도지부
- 전북특별자치도지부
- 경상북도지부
- 경상남도지부
- 제주특별자치도지부

## 역대 회장
- 제1대: 이갑성
- 제2대: 이화익
- 제3대: 조시원
- 제4대: 안춘생
- 제5대: 박시창
- 제6대: 김홍일
- 제7대: 김홍일
- 제8대: 김상길
- 제9대: 유석현
- 제10대: 이강훈
- 제11대: 이강훈
- 제12대: 김승곤
- 제13대: 권쾌복
- 직무대행: 안춘생
- 제14대: 윤경빈
- 제15대: 장철
- 제16대: 김우전
- 제17대: 김국주
- 제18대: 김영일
- 제19, 20대: 박유철
- 제21대: 김원웅
- 직무대행 : 허현
- 제22대: 장호권
- 제23대: 이종찬

## 정치적 주장
2020년 4월 9일, 더불어민주당의 설훈 의원과 함께 가진 기자회견에서 일제강점기에 관한 미화 표현을 한 자를 형사처벌하는 '친일찬양금지법'의 제정과 친일반민족인사를 이장하고 친일행적비를 설치하는 '국립묘지법' 및 '상훈법' 개정을 추진할 의향을 밝혔다.
특히 동해 8월 15일 광복절 기념행사에서 광복회장 김원웅은 '친일 반민족 인사 69명이 현충원에 묻혀 있다'고 언급하며 친일파 파묘법을 해당년 가을까지 제정할 것을 주장하였고, 이에 야당은 '반인륜적인 발상'이라며 반발하여 논란이 일었다. 소위 '친일파 파묘법'은 여러 민주당 의원들에 의해 언급되고 현재 국회에 발의된 상태이다. 김홍걸 민주당 의원은 백선엽 전 장관을 들어 파묘법의 적용 대상이라고 언급했다.

## 논란

### 2020년 광복절 경축식
2020년 광복절 기념행사의 경축식 자리에서 김원웅 광복회장은 '친일이 우리 민족의 발목을 잡고 기생한다'며 "초대부터 21대까지의 참모총장은 한명도 예외없이 일제에 빌붙어 독립군을 토벌하던 자들"이고 "민족반역자들이 국가요직을 맡아 한평생 떵떵거리고 살았다, 대한민국은 친일파를 위한 나라가 되었다"고 표현했다. 이에 야당 측에서는 축사를 명목으로 이념 편향적인 발언을 했다며 반발하여 논란이 확산되었다. 각지의 광복절 행사에서 원희룡 제주도지사는 "우리 국민 대다수와 도민들이 결코 동의할 수 없는 매우 치우친 역사관이 들어가 있다"며 반박하는 연설을 펼쳤고 경북도지사는 대독을 거부했다.

## 같이 보기
- 대한광복단
- 독립협회
- 왕당파
- 박정희 정부#보훈단체 광복회 설립
- 박근혜 정부#광복회관 청사 재건립